# Phong hóa

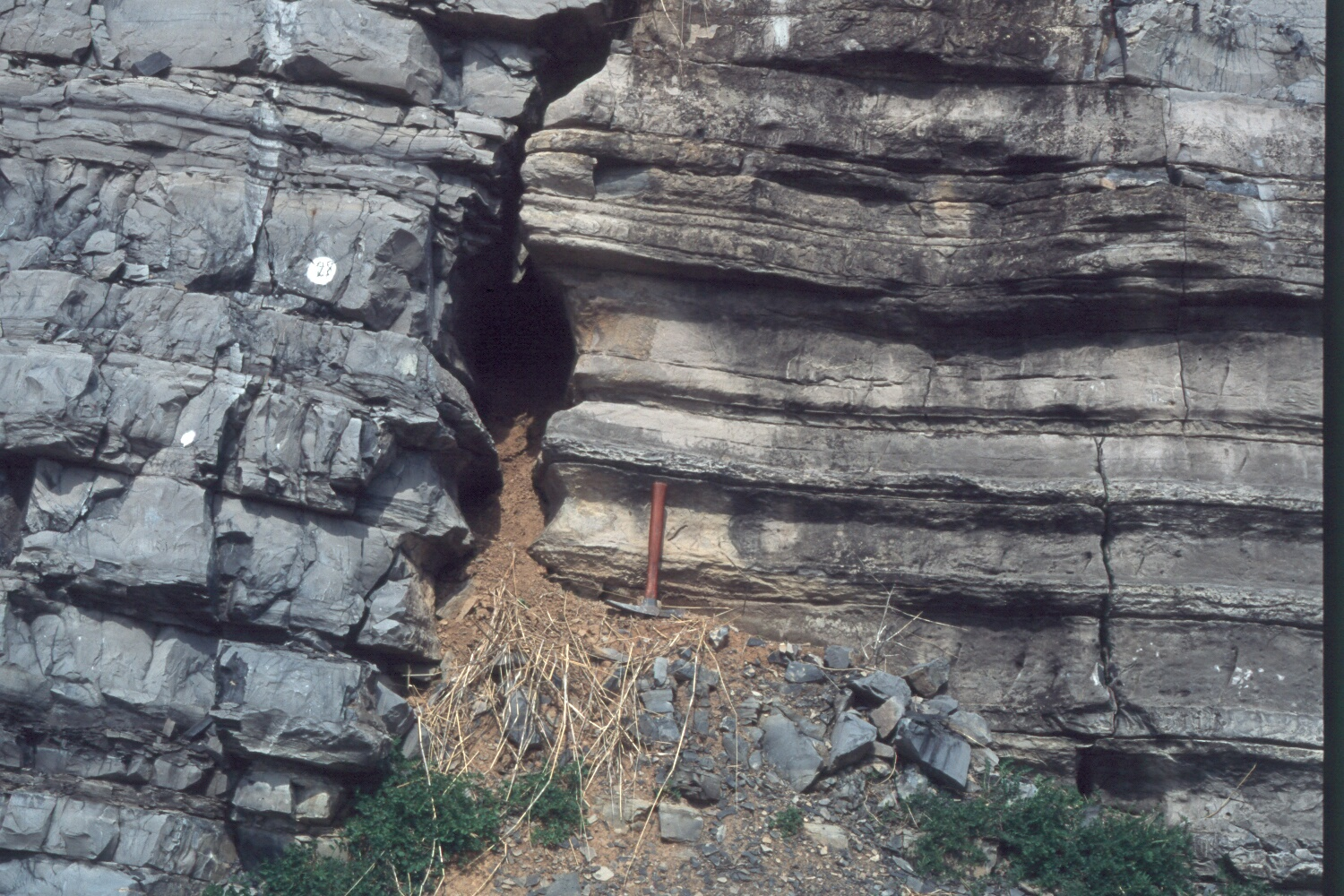
So sánh đá vôi không phong hóa (trái) và phong hóa (phải).

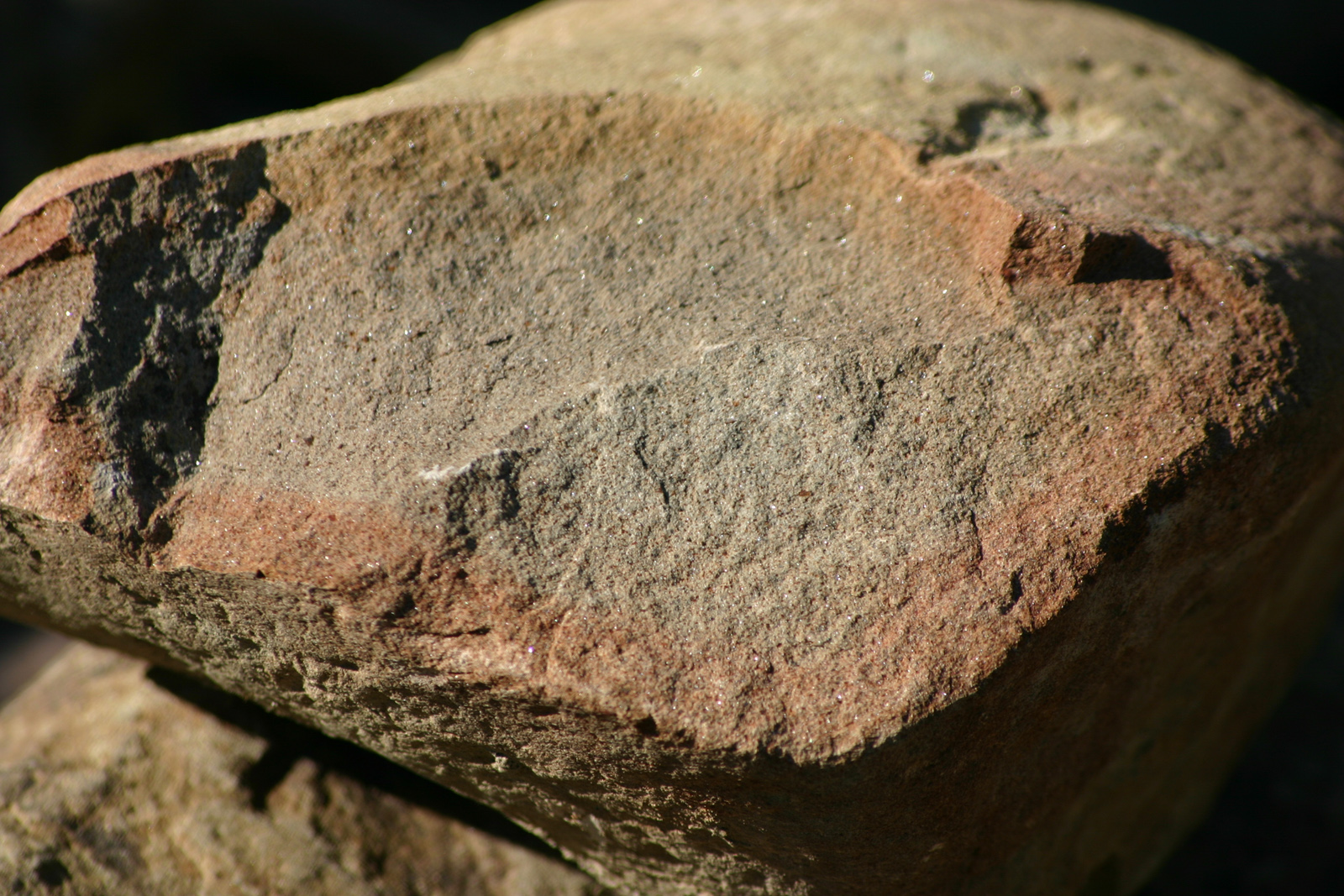
Tảng sa thạch mới vỡ thể hiện sự phong hóa đang tiến vào lõi khối.

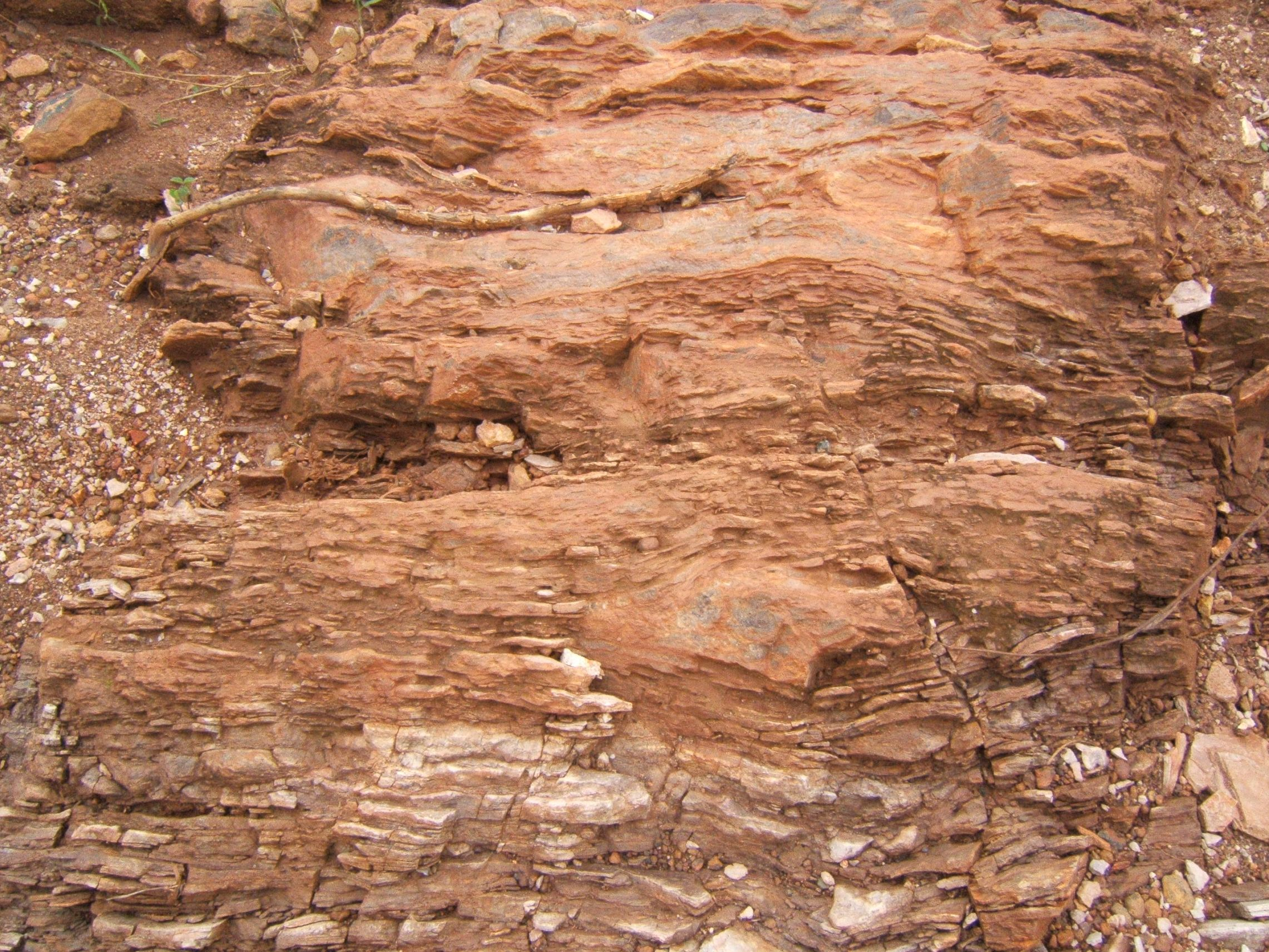
Sản phẩm phong hóa mãnh liệt của granit

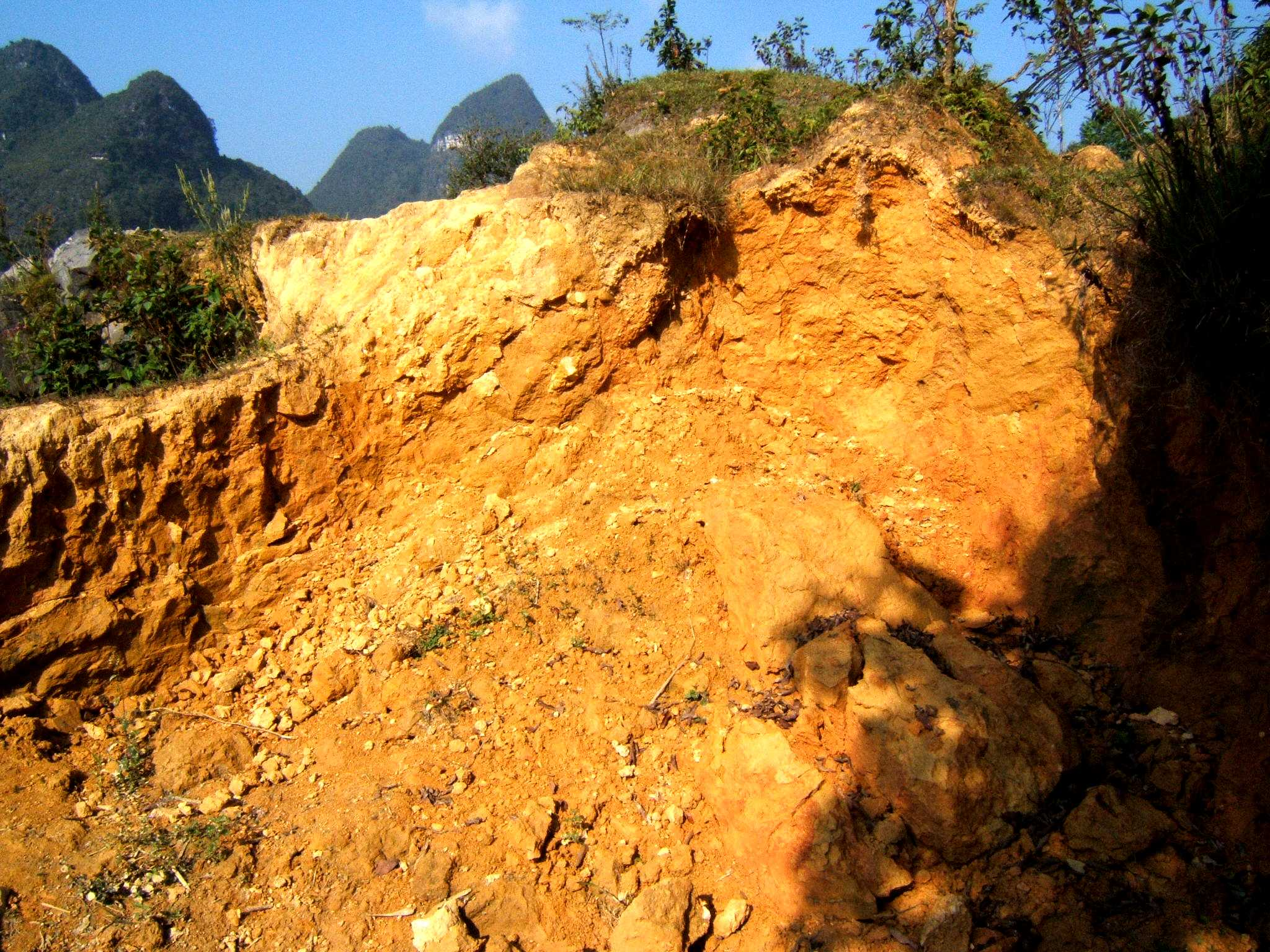
Sản phẩm phong hóa triệt để là tàn tích, ở mỏm đồi Hà Giang.

Phong hóa là quá trình phá hủy đất đá và các khoáng vật trong đó, dưới tác dụng của thời tiết, chủ yếu là không khí và nước. Phong hóa được chia thành hai loại chính.
Phong hóa cơ học là quá trình phong hóa trong đó các tác nhân vật lý là tác nhân gây phong hóa. Phong hóa hóa học có sự tham gia của các chất trong môi trường không khí tác động lên đối tượng phong hóa. Có tác giả còn xếp thêm phong hóa sinh học cũng là quá trình phong hóa hóa học nhưng các tác nhân gây phong hóa là các chất có nguồn gốc sinh học.

## Phong hóa cơ học
Phong hóa cơ học phá vỡ các đá gốc thành những mảnh vụn mà không làm thay đổi thành phần hóa học của đá. Băng, nước, nước khe nứt là các tác nhân gây phong hóa cơ học chính do gây ra một lực tác động làm nở ra, mở rộng các khe nứt trong đá khiến đá vỡ ra thành các mảnh vụn. Giãn nở vì nhiệt cũng gây nên tác động giảm căng và co lại dưới sự ảnh hưởng của việc nhiệt độ tăng lên hay giảm đi cũng giúp cho quá trình phong hóa cơ học diễn ra nhanh hơn. Phong hóa cơ học giúp làm tăng diện tiếp xúc bề mặt của đá khiến cho quá trình phong hóa hóa học dưới sự tác động của các yếu tố hóa học diễn ra nhanh hơn.

## Phong hóa hóa học
Phong hóa hóa học phá hủy đá bằng các phản ứng hóa học. Đây là quá trình các khoáng vật trong đá thay đổi trở thành các hạt nhỏ hơn và dễ bị rửa trôi hơn. Không khí, nước và axit hữu cơ của sinh vật đều tham gia trong các phản ứng phức tạp của quá trình phong hóa hóa học. Các khoáng vật trong đá gốc không bền vững trong điều kiện không khí sẽ dần dần biến đổi thành những dạng bền vững hơn. Các khoáng vật nào được thành tạo trong điều kiện nhiệt độ càng cao thì càng dễ bị thay đổi. Các đá mácma thường bị các tác nhân gây hại như nước tấn công nhất là nước có dung dịch axít hay kiềm (và muối axit), và tất cả các khoáng vật tạo đá của đá mácma trừ thạch anh đều biến đổi thành các khoáng vật sét hay các chất hóa học tồn tại ở dạng dung dịch.

## Phong hóa và trầm tích học
Trong trầm tích học, quá trình phong hóa cùng với rửa trôi là quá trình đầu tiên trong chu trình hình thành nên các vật liệu trầm tích (xem bài Đá trầm tích) và dẫn đến việc tạo thành loại đá trầm tích cơ học (bao gồm cả đá sét).

## Phong hóa và thổ nhưỡng học
Trong thổ nhưỡng học, quá trình phong hóa tạo ra các vật liệu kết hợp với các chất hữu cơ còn lại tạo thành đất. Thành phần khoáng vật của đất do vậy được quyết định bởi đá mẹ. Đất càng màu mỡ khi được hình thành từ đá mẹ có nhiều loại đá khác nhau.